# Брандт, Юзеф
Юзеф Брандт (пол. Józef Brandt; 11 февраля 1841, Щебжешин — 12 июня 1915, Радом) — польский художник-реалист.

## Жизнь и творчество
Ю. Брандт сперва учился на инженера в Париже, однако с 1862 года решил посвятить себя живописи. Обучался рисованию в Мюнхене у Франца Адама и у Карла Теодора фон Пилоти. В 1867 году Брандт открыл собственное художественное ателье.
Писал полотна преимущественно на историческую тематику, изображая батальные сцены из истории Польши XVII века; создавал также жанровые работы на темы из жизни соотечественников. Исторические картины Ю. Брандта оказали значительное влияние на развитие польского изобразительного искусства и литературы, вдохновив Генрика Сенкевича на написание его исторической трилогии (Огнём и мечом (1884), Потоп (1886), Пан Володыёвский (1888)). Последние годы жизни художник провёл в селе Ороньско близ Радома.
Педагог. Организовал частную художественную школу. Воспитал ряд талантливых художников, на творчество которых оказал влияние, в их числе — Богдан Клечинский, Станислав Помян Вольский, Аполлоний Киндзерский и Ян Богумил Розен.
Скончался 12 июня 1915 года и был похоронен на Католическом кладбище в Радоме.

## Галерея

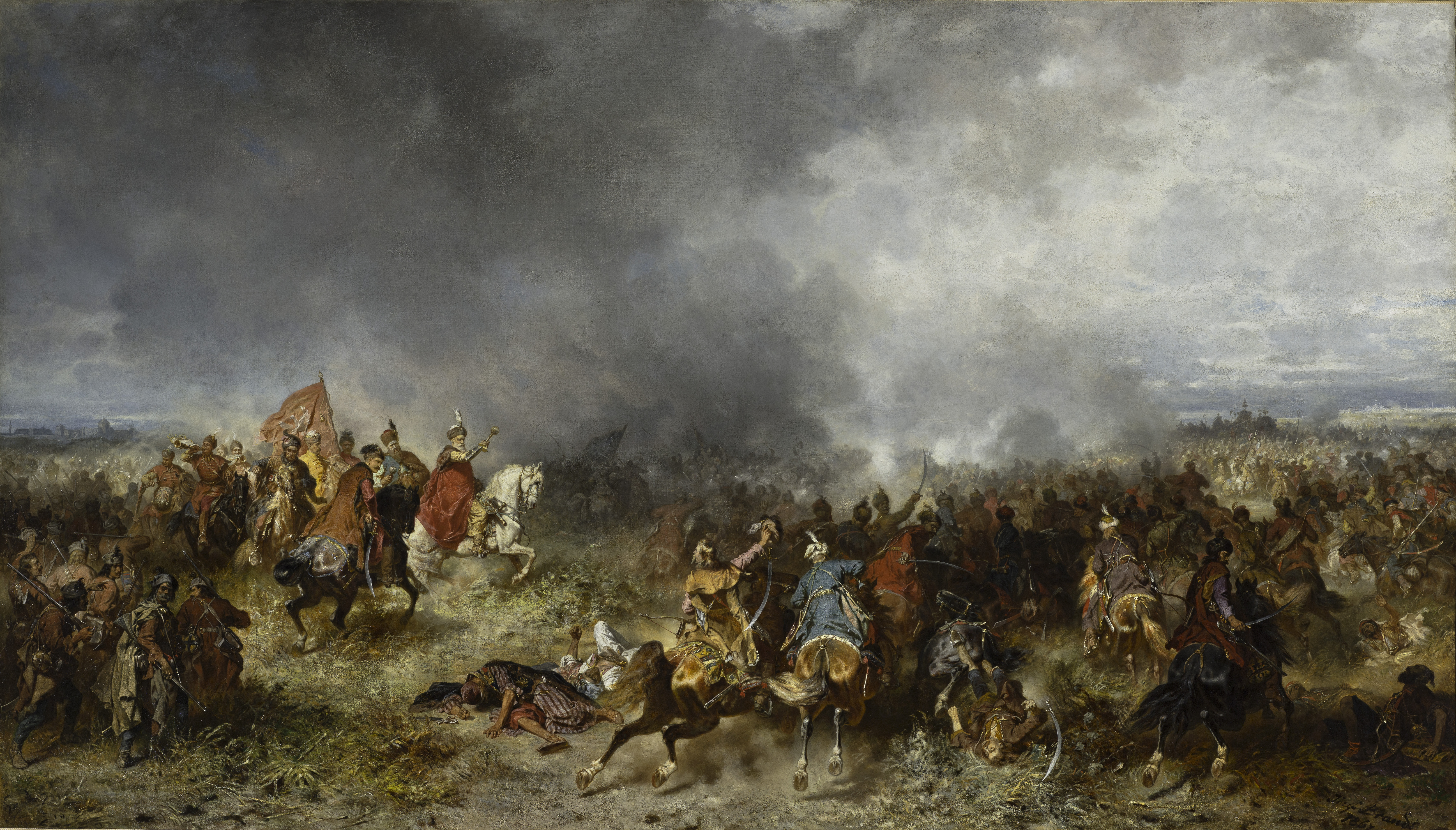
Битва под Хотином в 1621 году.
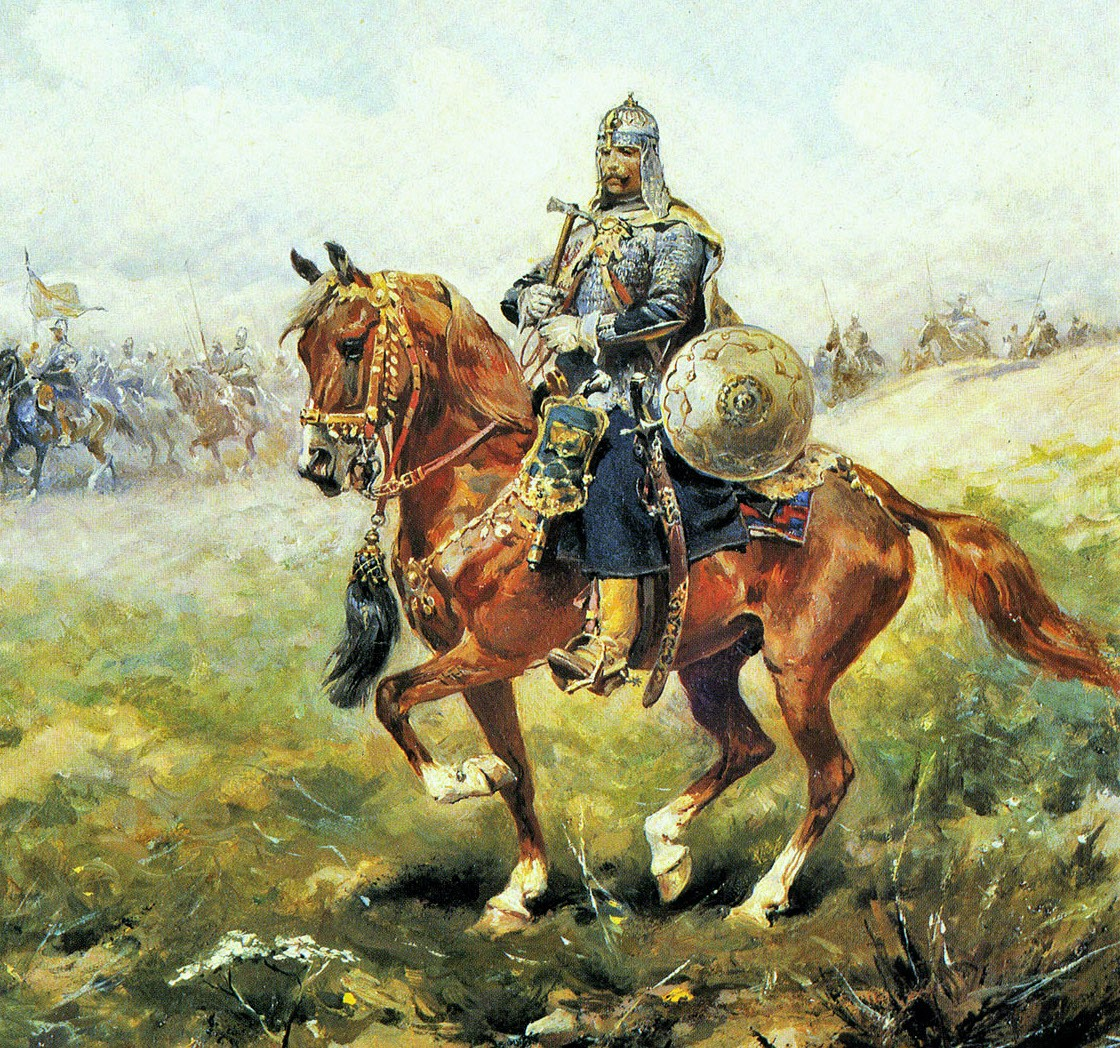
Товарищ панцирной хоругви.
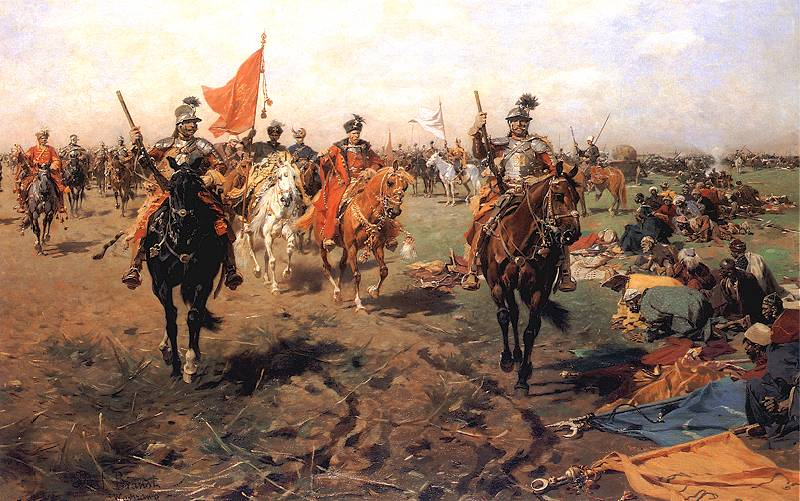
Капитуляция турок.
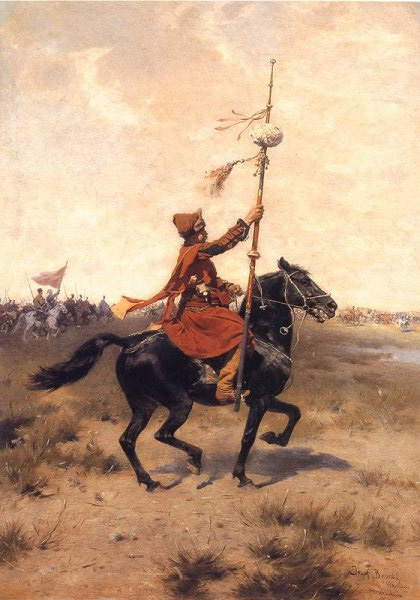
Бунчужный.
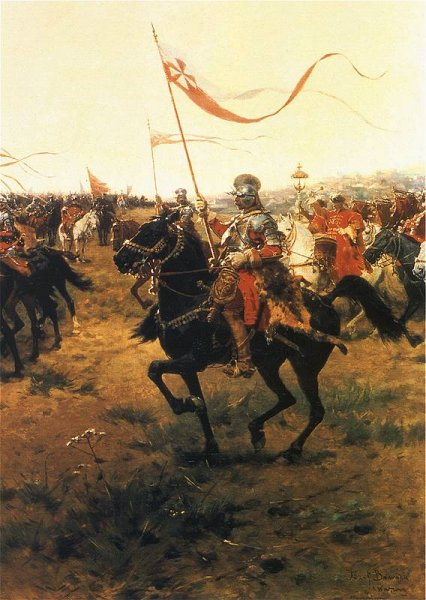
Крылатые гусары.
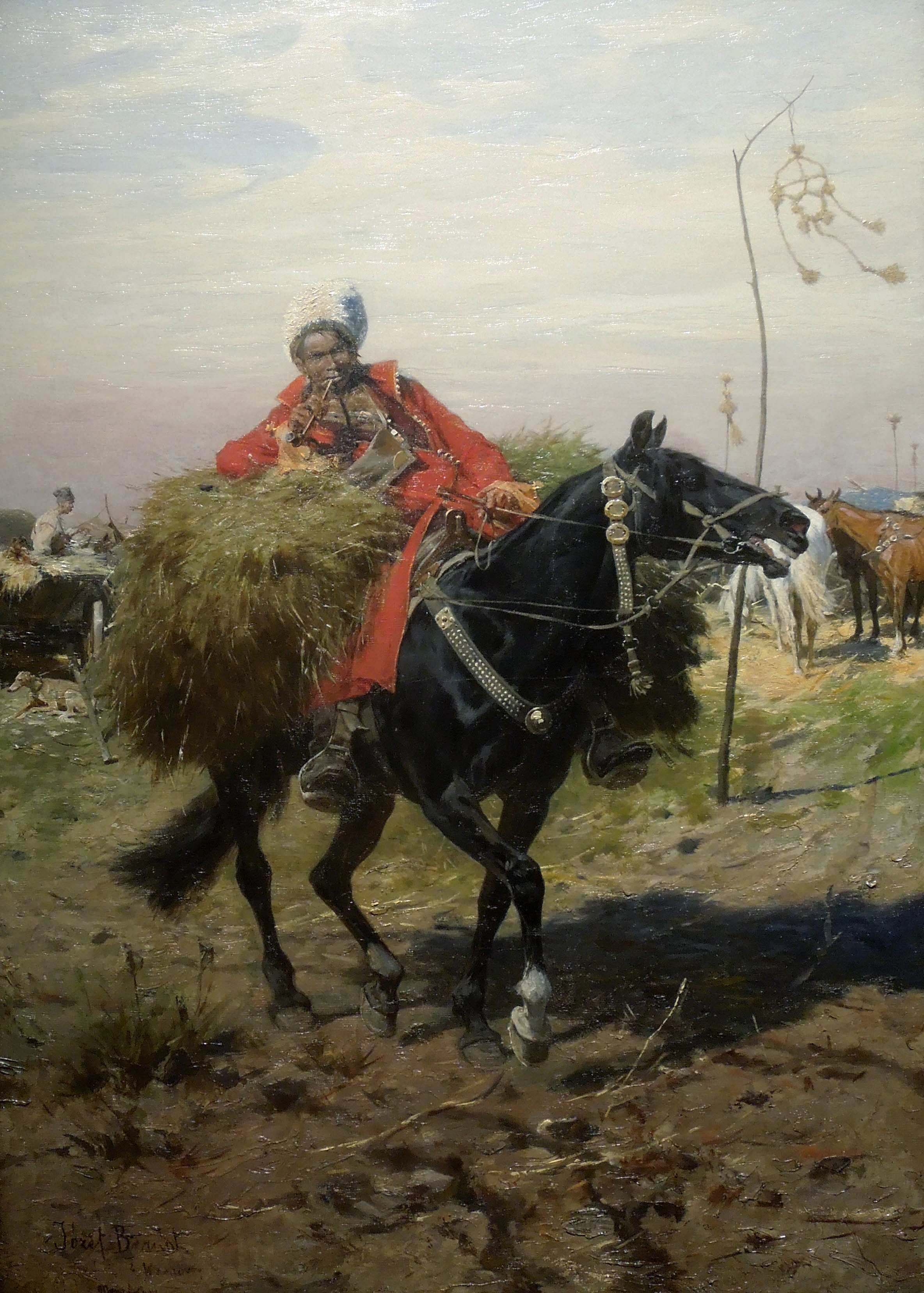
Фуражир.
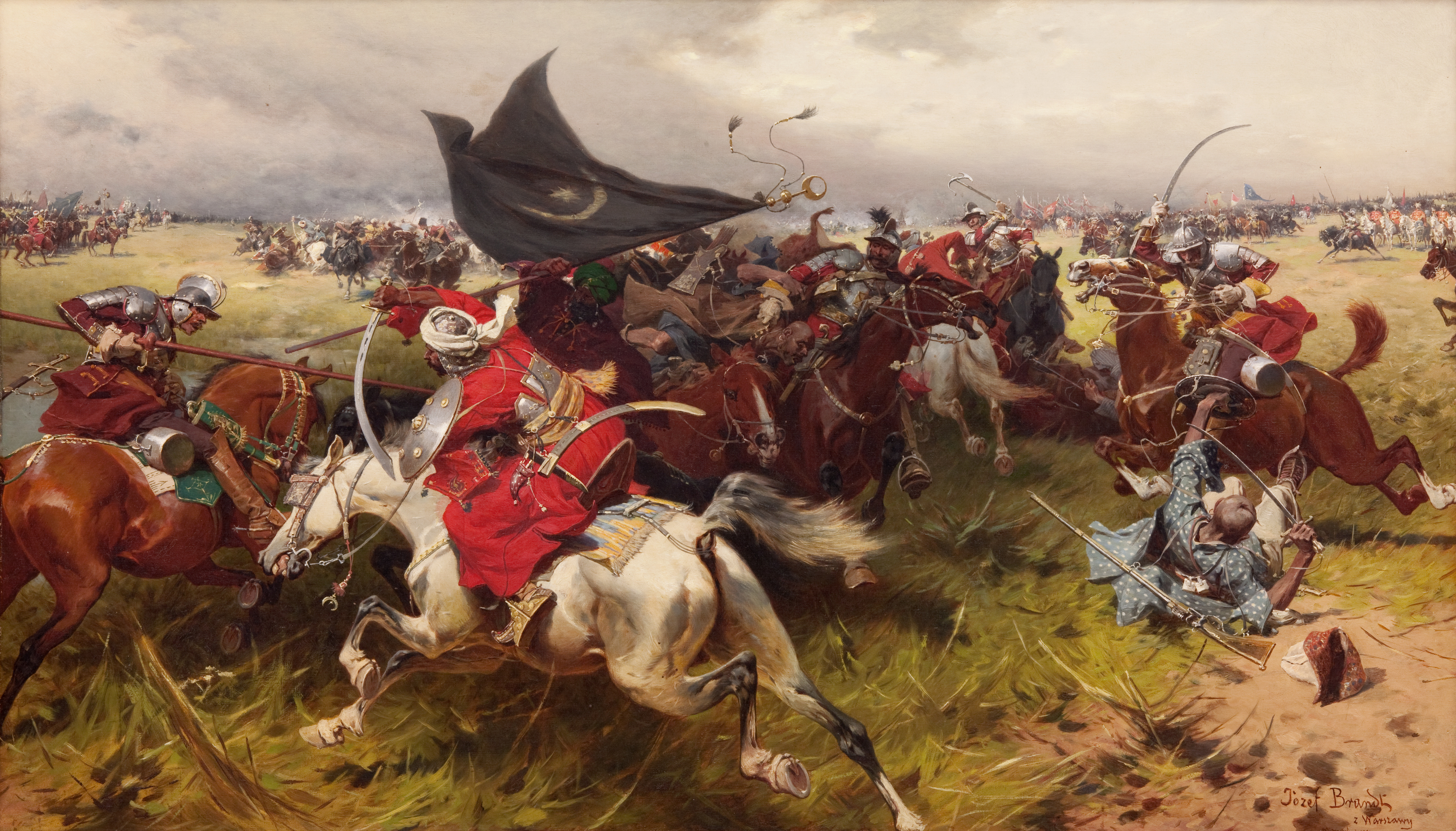
Битва за турецкий штандарт.
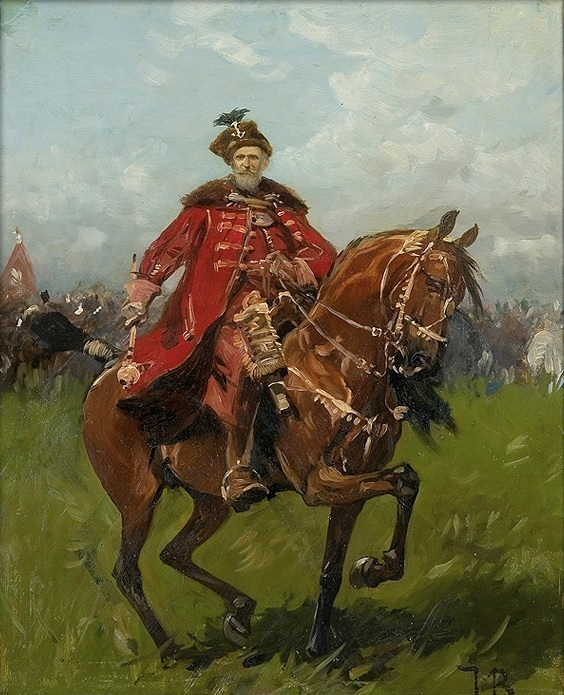
Стефан Чарнецкий.
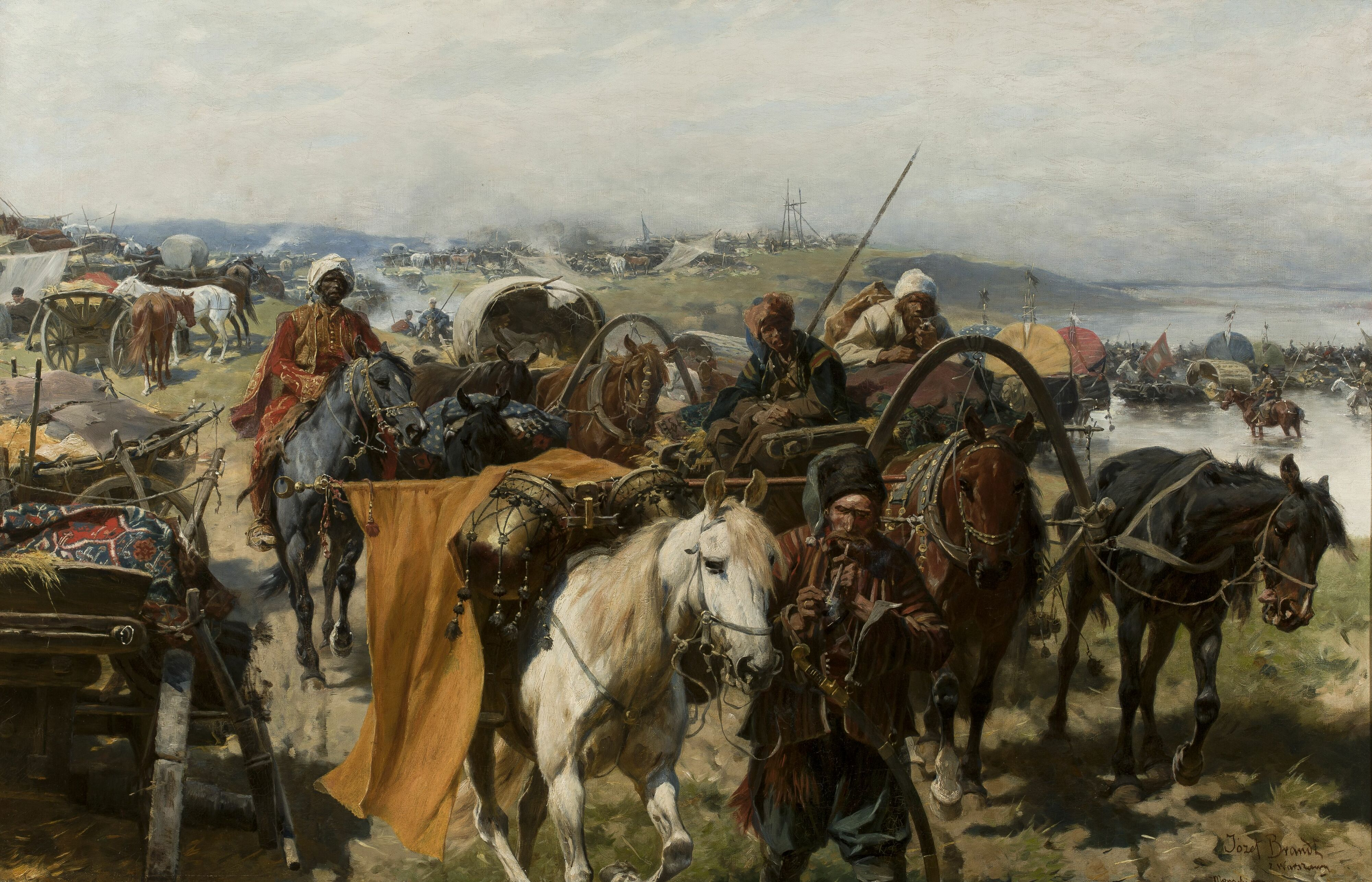
Лагерь запорожцев.
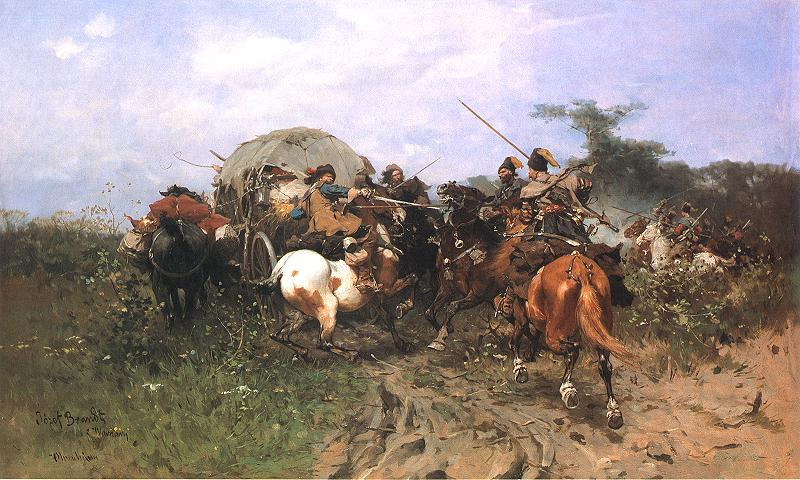
Стычка со шведами.
Обоз с ранеными (польский обоз).
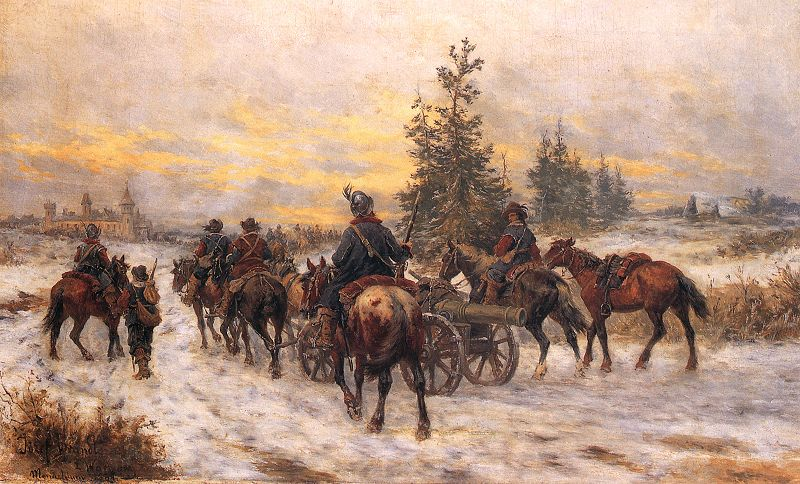
Шведы у Кейдан.
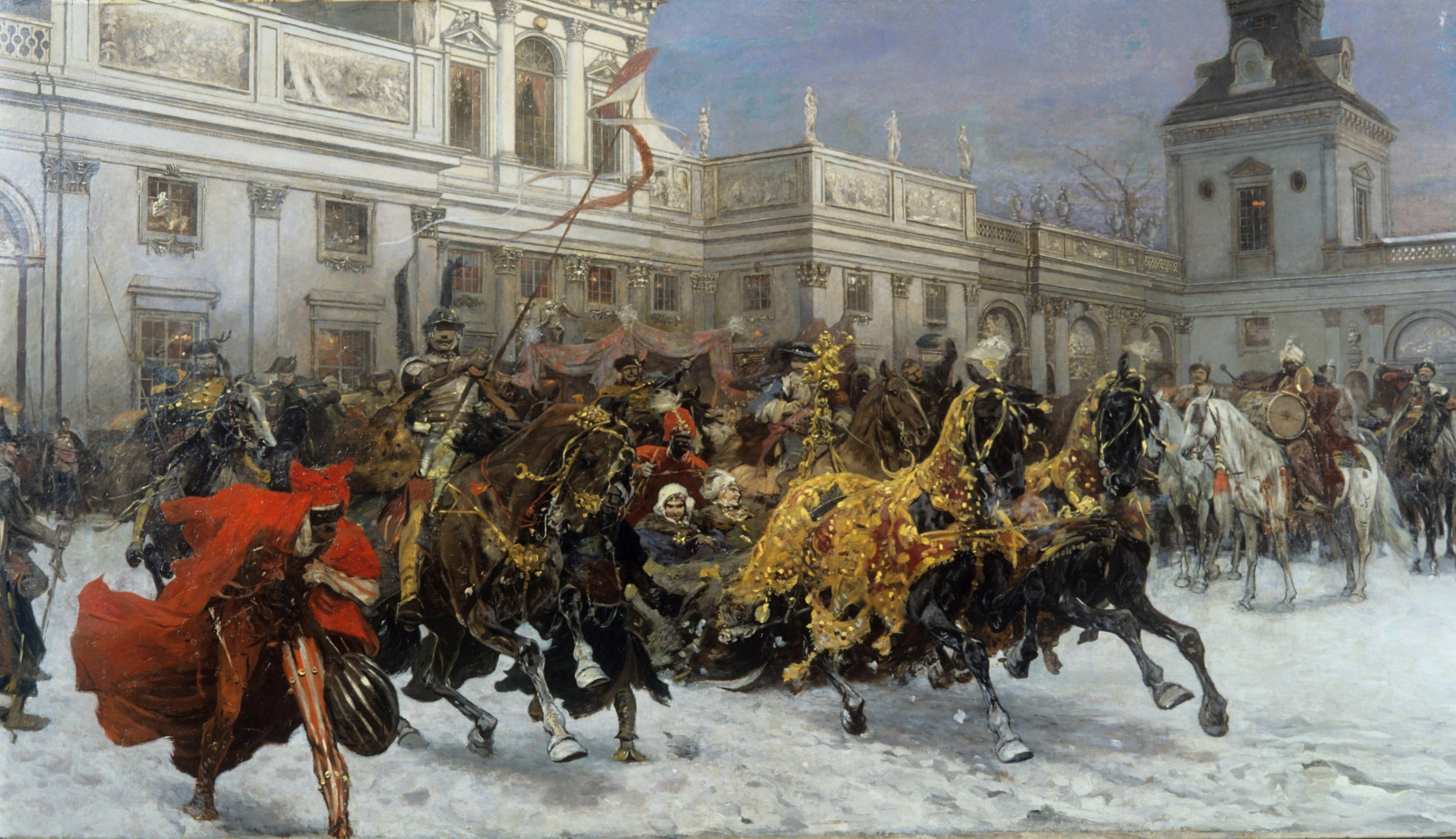
Выезд королевы Марысеньки из Вилянува.
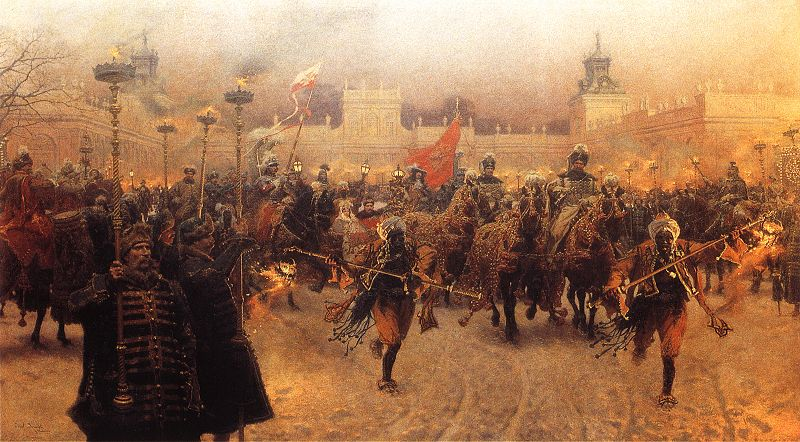
Выезд из Вилянува Яна Собеского.
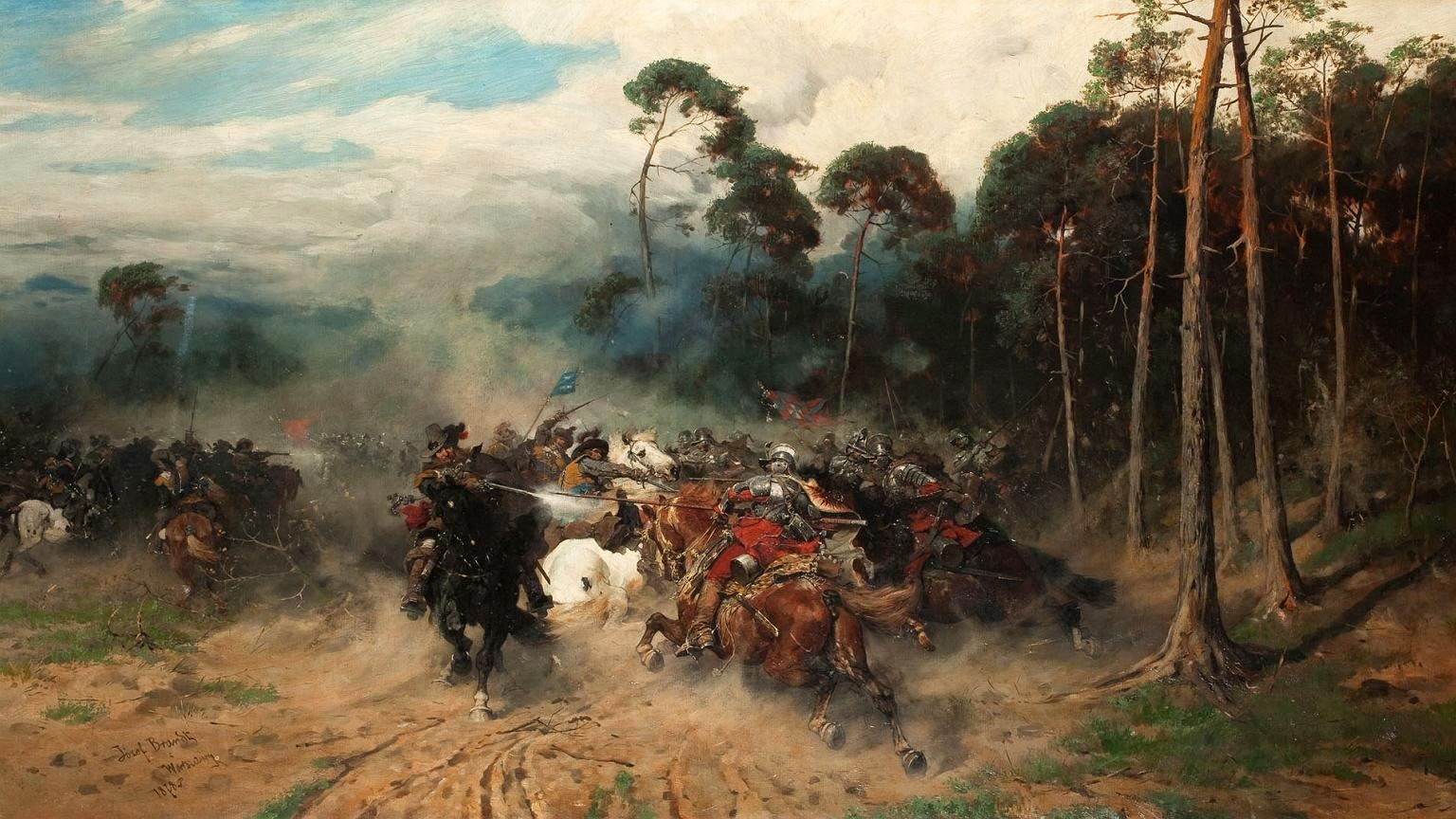
Схватка со шведами.
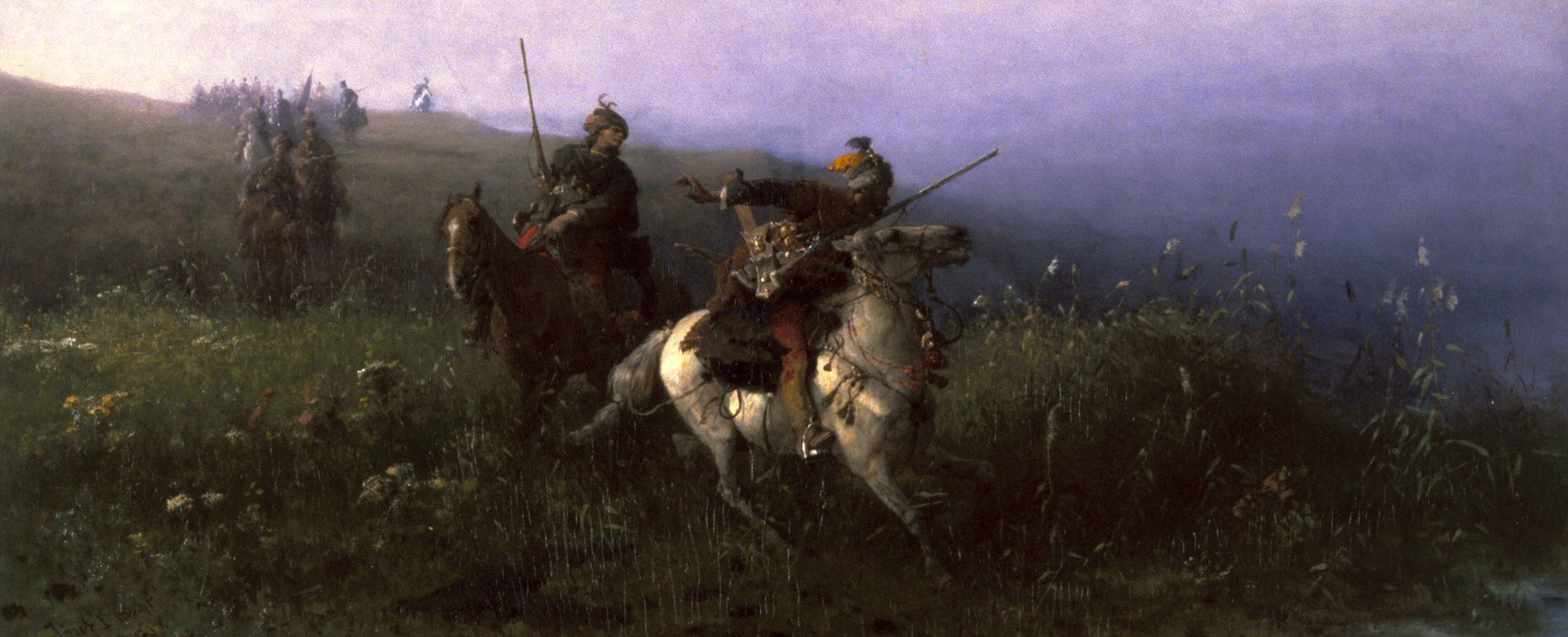
Дозорные.